# Си Айхуа
Си Айхуа (кит. трад. 奚愛華, упр. 奚爱华, пиньинь Xī ÀiHuá; род. 27 января 1982, Шоугуан, Шаньдун) — китайская гребчиха, выступавшая за сборную Китая по академической гребле в период 2003—2009 годов. Чемпионка летних Олимпийских игр в Пекине, обладательница бронзовой медали чемпионата мира, участница многих регат национального и международного значения.

## Биография
Си Айхуа родилась 27 января 1982 года в городском уезде Шоугуан провинции Шаньдун, КНР. 
Заниматься академической греблей начала в 1999 году, проходила подготовку в гребной команде провинции Шаньдун.
Дебютировала на взрослом международном уровне в сезоне 2003 года, когда вошла в основной состав китайской национальной сборной и выступила на чемпионате мира в Милане, где в зачёте парных четвёрок сумела квалифицироваться лишь в утешительный финал B и расположилась в итоговом протоколе соревнований на одиннадцатой строке.
В 2006 году в парных четвёрках выиграла серебряную медаль на этапе Кубка мира в Познани, тогда как на мировом первенстве в Итоне финишировала в той же дисциплине четвёртой.
В 2007 году одержала победу в парных четвёрках на этапе Кубка мира в Амстердаме, при этом на чемпионате мира в Мюнхене взяла бронзу, пропустив вперёд только экипажи из Великобритании и Германии.
Благодаря череде удачных выступлений удостоилась права защищать честь страны на домашних летних Олимпийских играх 2008 года в Пекине. В составе четырёхместного парного экипажа, куда также вошли гребчихи Цзинь Цзывэй, Чжан Янъян и Тан Бинь, обошла всех своих соперниц в решающем финальном заезде и тем самым завоевала золотую олимпийскую медаль.
После пекинской Олимпиады Си ещё в течение некоторого времени оставалась в составе гребной команды Китая и продолжала принимать участие в крупнейших международных регатах. Так, в 2009 году она добавила в послужной список серебряную награду, полученную в распашных рулевых восьмёрках на этапе Кубка мира в Мюнхене.